# Il testimone (film 2023)
Il testimone (in russo Свидетель?, Svidetel') è un lungometraggio di propaganda russa 2023 diretto da David Dadunashvili, su sceneggiatura di Sergej Volkov. Il ruolo principale è interpretato dall'attore Karen Badalov.

## Trama
Il violinista belga di origine ebraica Daniel Cohen si trova a Kiev per tenere alcuni concerti nel febbraio 2022. La mattina del 24 febbraio viene svegliato dal rumore delle esplosioni dovute allo scoppio della cosiddetta "Operazione Speciale", presumibilmente legata alle vicende del Donbass. Tentando di ritornare nel proprio Paese, dove lo aspetta un figlio, il musicista si trova coinvolto in situazioni tipiche dello scoppio di un conflitto, incontrando ladri e sciacalli che depredano chi cerca di scappare, ma anche volontari benintenzionati che cercano di dare ordine ad una situazione fino a poco tempo prima inimmaginabile. In una scena, una giovane ragazza assegna ad ogni straniero un numero, scritto a biro sul polso, perché possa salire sul treno per lasciare Kiev (un evidente rimando alla tragedia dell'Olocausto). Cohen giunge così nel piccolo villaggio di Semidveri, vicino a Kiev, dove è testimone di crimini terribili commessi dai nazionalisti ucraini di fede nazista che hanno giurato fedeltà ad Adolf Hitler e sono comandati da ufficiali che leggono il Mein Kampf. Riuscito a sopravvivere, Cohen decide di girare il mondo per raccontare "la verità su ciò che sta accadendo" in Ucraina.

## Produzione
Gli autori hanno ricevuto una sovvenzione dal Ministero della Cultura della Federazione Russa per produrre un lungometraggio su "temi socialmente significativi sui cambiamenti geopolitici e sociali globali nella storia della Russia moderna"..
Le riprese si sono svolte dal 25 novembre 2022 al 25 aprile 2023 a Tver'.
Il titolo provvisorio del film era Il musicista (in russo Музыкант?, Muzycant), ma a causa della ribellione di Prigožin è stato rinominato, poiché "musicisti" è uno dei soprannomi dei mercenari del Gruppo Wagner.

## Distribuzione

### Data di uscita
Il film è uscito in Russia il 17 agosto 2023.

### Edizione italiana
Il film è stato proiettato in lingua originale e sottotitolato in italiano alla fine del 2023 in diverse città italiane, tra cui Reggio Emilia, Firenze, Roma e Cesena. La proiezione del film, prevista nel gennaio 2024, nelle città italiane di Viterbo, Bologna e Genova non è avvenuta a causa delle pressioni dell'opinione pubblica..

## Accoglienza

### Incassi
In Russia il film è uscito in 1.131 cinema, con risultati disastrosi. Con un budget compreso tra 70 e 200 milioni di rubli, il film ha incassato 7 milioni di rubli nei primi quattro giorni di uscita. In totale, il film è stato visto da meno di 50 mila persone, incassando circa 15 milioni di rubli al botteghino.